# Erdbestattung

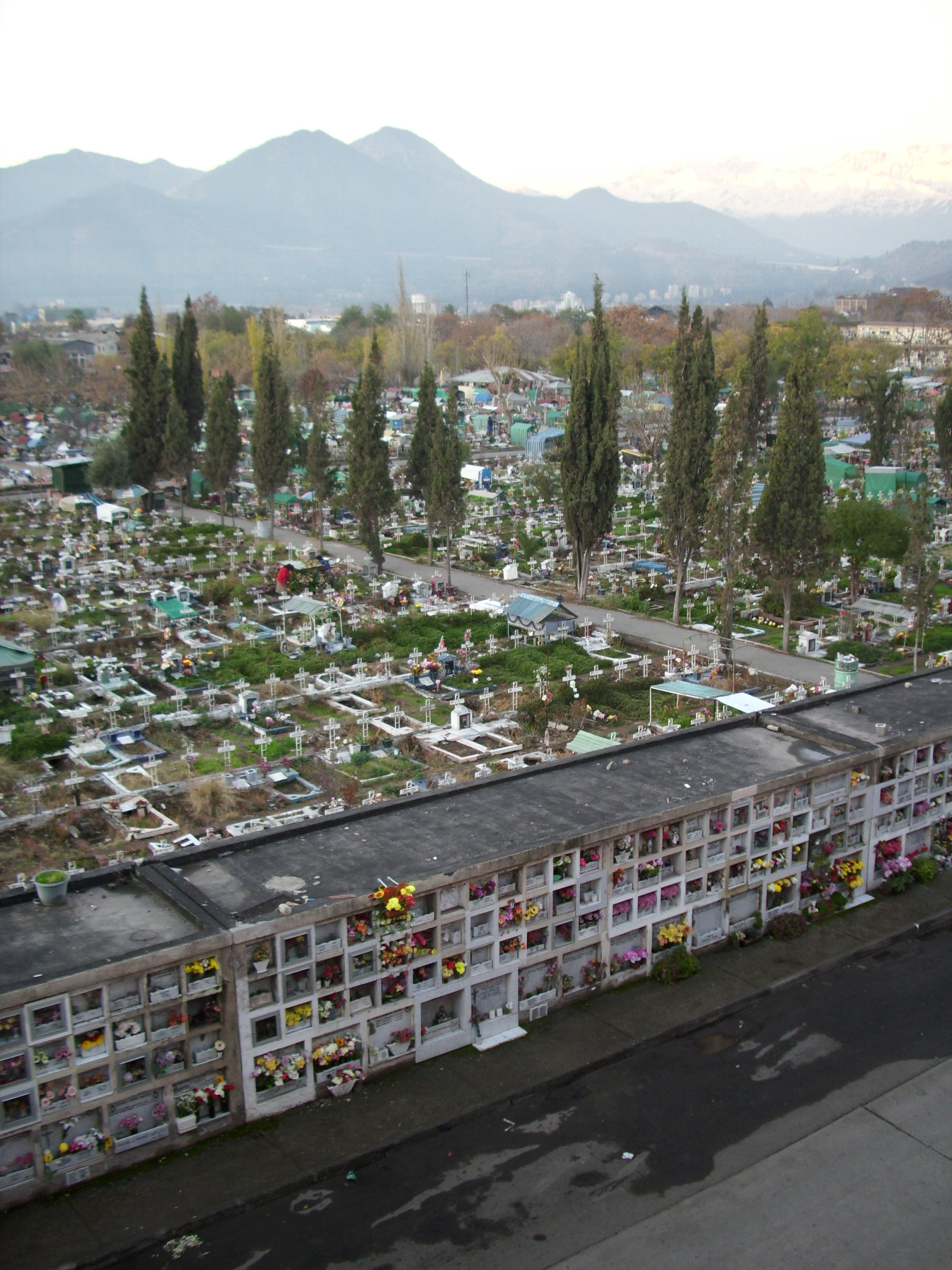
Grufthäuser und Grabfelder für die Erdbestattung auf dem Hauptfriedhof Santiago de Chile

Unter einer Erdbestattung (auch: Inhumation) versteht man die Beisetzung des menschlichen Leichnams in einem Grab in der Erde. Diese wird auch als Beerdigung bezeichnet und ist die seit Jahrhunderten im Judentum, Christentum und Islam üblichste Bestattungsform. Heute erfolgt die Bestattung des Toten dabei zumeist in einem Sarg. Neben der Beisetzung in Einzel- oder Reihengräbern oder anderen unmittelbar im Erdreich ausgehobenen Gruben ist im weltweiten Vergleich auch die in Deutschland wenig anzutreffende Gruftbestattung der Körper in gemauerten Grabnischen oder Mausoleen sehr verbreitet und wird der Erdbestattung in der Regel gleichgestellt. Von der Erd- oder Körperbestattung grundsätzlich unterschieden wird dagegen die Feuerbestattung, bei der der Tote vor der Beisetzung seiner Bestattungsurne in einem Krematorium verbrannt wird.

## Rechtliche Vorgaben
Erdbestattungen müssen in Deutschland grundsätzlich auf einem Friedhof oder einem als Friedhof gewidmeten eingefriedeten Grundstück erfolgen (Friedhofszwang). Die Frist, in der eine Erdbestattung durchgeführt werden kann, weicht zwischen den Bundesländern teils erheblich ab. Allen Bundesländern gemeinsam ist die Frist von 48 Stunden vor dem frühestmöglichen Bestattungstermin. Dies verträgt sich z. B. nicht mit islamischen Sitten, wonach ein Verstorbener am Tag des Todes begraben wird. Auch Menschen aus dem Mittelmeerraum und Südamerika sind derartige Wartezeiten fremd, weil die Beerdigung in wärmeren Ländern ohne Leichenkonservierung nach dem Ende der Totenwache schnellstmöglich und in der Regel am Tag nach dem Tod erfolgen muss. Eine Beisetzung vor Ablauf von 48 Stunden ist in Deutschland aber auf Antrag möglich, wenn der Tod durch fortgeschrittene Verwesung oder durch mit dem Leben nicht zu vereinbarende Verletzungen als sicher angesehen werden kann.
Das Bestattungsrecht in Deutschland ist Sache der Bundesländer. Die Bestattungsgesetze der Länder regeln unter anderem auch die Bestattungszeiten. Allgemeine gesetzliche Regelungen zur Bestattungsfeier und zur Totenruhe finden sich auch im Strafgesetzbuch und im Bürgerlichen Gesetzbuch (BGB). Auf Ebene der Kommunen gilt das jeweilige Friedhofsrecht.